# Avorio (colore)
A destra è mostrato il colore Avorio.
L'avorio è una tonalità di bianco "sporco", che ricorda l'omonimo materiale, ricavato dalle zanne di alcuni animali (come per esempio l'elefante o il tricheco). Ha una leggera punta di giallo.